# 米羅尼夫卡區

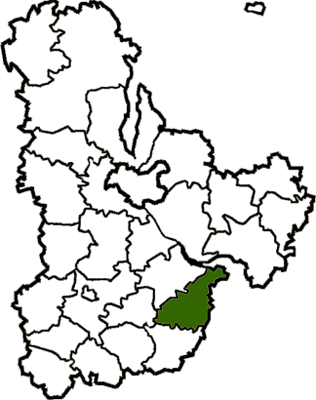
废除前米羅尼夫卡區在基辅州的位置

米羅尼夫卡區（烏克蘭語：Миронівський район），曾是烏克蘭中北部基輔州的一個區，行政中心設於米罗尼夫卡，面積904平方公里，2015年人口34,887，人口密度每平方公里39人。
该区在2020年7月18日的乌克兰行政区划改革中被撤销，改革后基辅州下分为7个区。